# プタハ (小惑星)
プタハ (5011 Ptah) は大きい離心率をもつアポロ群の火星横断小惑星である。パロマー天文台のトム・ゲーレルスとライデン天文台のファン・ハウテン夫妻が発見した。
古代エジプトの都市メンフィスで信仰された創造神プタハから命名された。
プタハは1900年から2100年までの間に15回、地球へ 30Gm (0.2 AU) 以内の距離に接近する。2007年1月21日には 29.6Gmに近づくと予想された。